# Marian Driscoll Jordan
Marian Irene Driscoll Jordan (Peoria (Illinois), 15 april 1898 – Encino, 7 april 1961) was een Amerikaanse actrice en radiopersoonlijkheid. Ze werd het meest herinnerd voor het uitbeelden van de rol van Molly McGee, de geduldige, gezond verstand, honingzoete echtgenote van Fibber McGee in de NBC-radioserie Fibber McGee and Molly van 1935-1959. Ze speelde in deze serie tegenover haar echte echtgenoot Jim Jordan.

## Biografie
Jordan werd geboren op 15 april 1898 in Peoria, Illinois, als Marian Irene Driscoll. Ze was de twaalfde van dertien kinderen van Daniel P. Driscoll, (1858–1916) en Anna Driscoll-Carroll), (1858–1928). Driscolls overgrootvader van vaders kant, Michael Driscoll sr. (1793–1849), emigreerde met zijn vrouw en kinderen van zijn geboorteplaats Baltimore, County Cork, Ierland in 1836 naar de omgeving van Boston en vervolgens naar Bureau County, Illinois in 1848.
Als tiener en jongvolwassene gaf Driscoll muzieklessen en zong ze in een koor in de kerk die ze bezocht. Toen ze op een dag kooroefening deed, ontmoette ze James Edward 'Jim' Jordan, een lid van het koor. De twee trouwden op 31 augustus 1918. Ze kregen samen twee kinderen, een zoon en een dochter. Het paar kreeg een lange carrière in de showbusiness.
Hun leven als pasgetrouwden begon nederig. Marian werd pianoleraar en Jim postbode. Jim ging in dienst bij het leger en werd uiteindelijk gestationeerd in Frankrijk tijdens de Eerste Wereldoorlog. Hij liep een griep op tijdens de grieppandemie van 1918, maar overleefde. Na het einde van de oorlog bleef Jim in Europa om vaudeville-optredens te doen voor gewonde soldaten.

### Radio
Jordan werd voor het eerst op de radio gehoord met haar man Jim in 1924, na een weddenschap die Jim sloot met zijn broer. Het optreden van het stel was een succes. Ze begonnen op te treden bij WIBO, een radiostation in Chicago, waar ze $10 per week verdienden. In 1927 begonnen Marian en Jim aan hun tweede radioshow The Smith Family, die werd uitgezonden op de WENR-radio in Chicago. De show was een geweldige opsteker voor hun carrière en eindigde in 1930.
In 1931 ontmoetten de Jordans in Chicago de cartoonist Don Quinn. Met z'n drieën creëerden ze de radiokomedie Smackout. In de serie speelde Marian een roddelende groenteverkoopster. Jim speelde de manager van de kruidenierswinkel. Marian stond bekend om haar slogan: Hij was helemaal weg van alles, behalve hete lucht. De show, waarvoor Don Quinn hoofdschrijver was, was het eerste landelijke succes van de Jordans. Het was ook een van de eerste komedies (sitcoms). Smackout eindigde in 1935 nadat zijn sponsoring was overgenomen door de Johnson Wax Company. De Jordans en Don Quinn werkten samen aan de creatie van de nieuwe show Fibber McGee en Molly voor Johnson Wax.
Op 16 april 1935 begonnen Marian Jordan, haar man Jim en schrijver Don Quinn Fibber McGee and Molly uit te zenden op de NBC Blue Network Chicago radio-affiliate WMAQ. De serie was een grote hit. Marian speelde de rol van Molly McGee, de geduldige en intelligente vrouw die echtgenoot Fibber McGee ondersteunt door middel van verschillende plannen om snel rijk te worden en tegenslagen.
In 1938 zouden de show en Jordan allebei grote veranderingen ondergaan. Gedurende deze tijd dronk Marian buitensporig veel. Ze ging revalideren in een revalidatiecentrum in een buitenwijk van Chicago en probeerde nuchter te worden. De Jordan-kinderen zaten op de middelbare school en op de universiteit. Molly werd uit de radioshow geschreven en het programma werd omgedoopt tot Fibber McGee and Company. Degenen die Marian kenden, twijfelden eraan of ze ooit terug zou keren naar de radio, vooral nadat de show in 1939 van Chicago naar Los Angeles was verhuisd. Marian verbaasde echter iedereen door in maart 1939 alleen te reizen van Joliet (Illinois) naar Pasadena (Californië). Ze keerde terug naar het personage Molly en sommige luisteraars vonden haar beter dan voorheen.
De show kreeg hoge kijkcijfers, van seizoen drie in 1938 tot het einde van de serie. Het leverde ook een spin-off op. In 1941 begon het terugkerende personage Throckmorton P. Gildersleeve, (gespeeld door Harold Peary), de nieuwe show genaamd The Great Gildersleeve. De radio- en televisieserie Beulah was ook een spin-off van Fibber McGee and Molly.
De gezondheid van Marian Jordan begon in de jaren 1950 te verslechteren. Dit was het begin van het einde, zowel voor de show als voor Jordan. Het programma eindigde officieel in 1956, maar de Jordans zetten hun rol als Fibber McGee and Molly voort in korte sketches in het NBC-radioprogramma Monitor tot 2 oktober 1959, toen haar slechte gezondheid haar verhinderde om verder te gaan. Tegen de tijd dat Fibber McGee and Molly werd aangepast voor televisie, was Marian te ziek om haar rol opnieuw op te nemen en nam Cathy Lewis haar plaats in, tegenover Bob Sweeney als Fibber. Lewis' donkere kijk op het personage was een factor in de annulering van de televisieserie na slechts een half seizoen.

### Andere werkzaamheden
In de jaren 1920 deed Jordan de radioshow Luke and Mirandy in Chicago. Ze speelde de rol van Mirandy met haar man Jim als Luke. Het was een boerderijrapportprogramma waarin Luke sterke verhalen en gezichtsbesparende leugens vertelde voor een komisch effect.
Marian Jordan verscheen ook als Molly in zes films gebaseerd op Fibber McGee and Molly.

## Privéleven, ziekte en overlijden
Marian trouwde op 31 augustus 1918 in Peoria met Jim Jordan. Ze waren bijna 43 jaar getrouwd tot aan haar dood op 7 april 1961. Ze kregen twee kinderen: Kathryn Therese Jordan, (1920-2007) en James Carroll 'Jim' Jordan, (1923 - 23 december 1998). Ze was rooms-katholiek.
De verslechtering van de gezondheid van Marian begon in 1938 tijdens het verloop van Fibber McGee and Molly. Ze vocht tegen een alcoholverslaving en ging naar een revalidatiecentrum. Ze keerde terug naar de radio in april 1939.
In 1953 werd de gezondheid van Jordan steeds slechter. Ze raakte uitgeput en snel vermoeid. Een arts stelde voor om lang uit te rusten, maar ze weigerde en besloot in plaats daarvan door te gaan met optreden. Het Fibber McGee and Molly-programma werd vervolgens opgenomen vanuit het huis van de Jordans in Encino. De muziek was vooraf opgenomen en de commercials maakten niet langer deel uit van de show, maar haar falende gezondheid maakte al snel een einde aan de Fibber McGee and Molly-show.
In 1958 bleek Marian een niet-operabele vorm van kanker te hebben.
Marian Jordan overleed in haar huis in Encino op 7 april 1961 op bijna 63-jarige leeftijd aan deze kanker. Zij en Jim Jordan zijn begraven op de Holy Cross Cemetery in Culver City, Californië.

## Onderscheidingen
Fibber McGee en Molly werden in 1989 opgenomen in de Radio Hall of Fame. Marian en Jim Jordan werden in hetzelfde jaar ingewijd. Jordan heeft ook een ster voor haar bijdragen aan de radio op de Hollywood Walk of Fame in Vine Street 1500.
- International Standard Name Identifier: 0000 0000 2353 5973
- Library of Congress Control Number: n82013418
- Virtual International Authority File: 65341695
- WorldCat: E39PBJcBRtPpCbcMfy7KDDhWDq